# Chevrolet Camaro

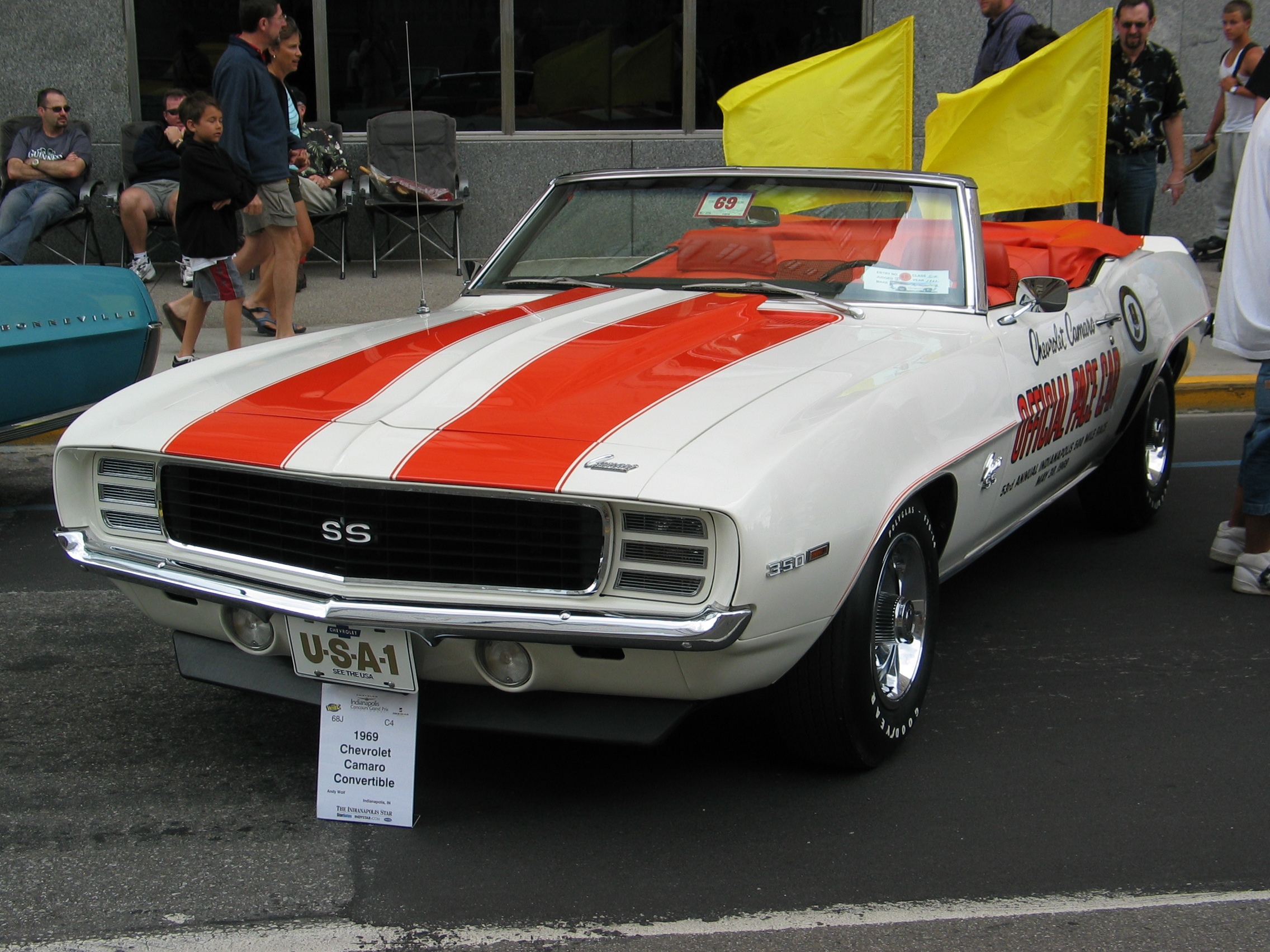
Chevrolet Camaro SS uit 1969.

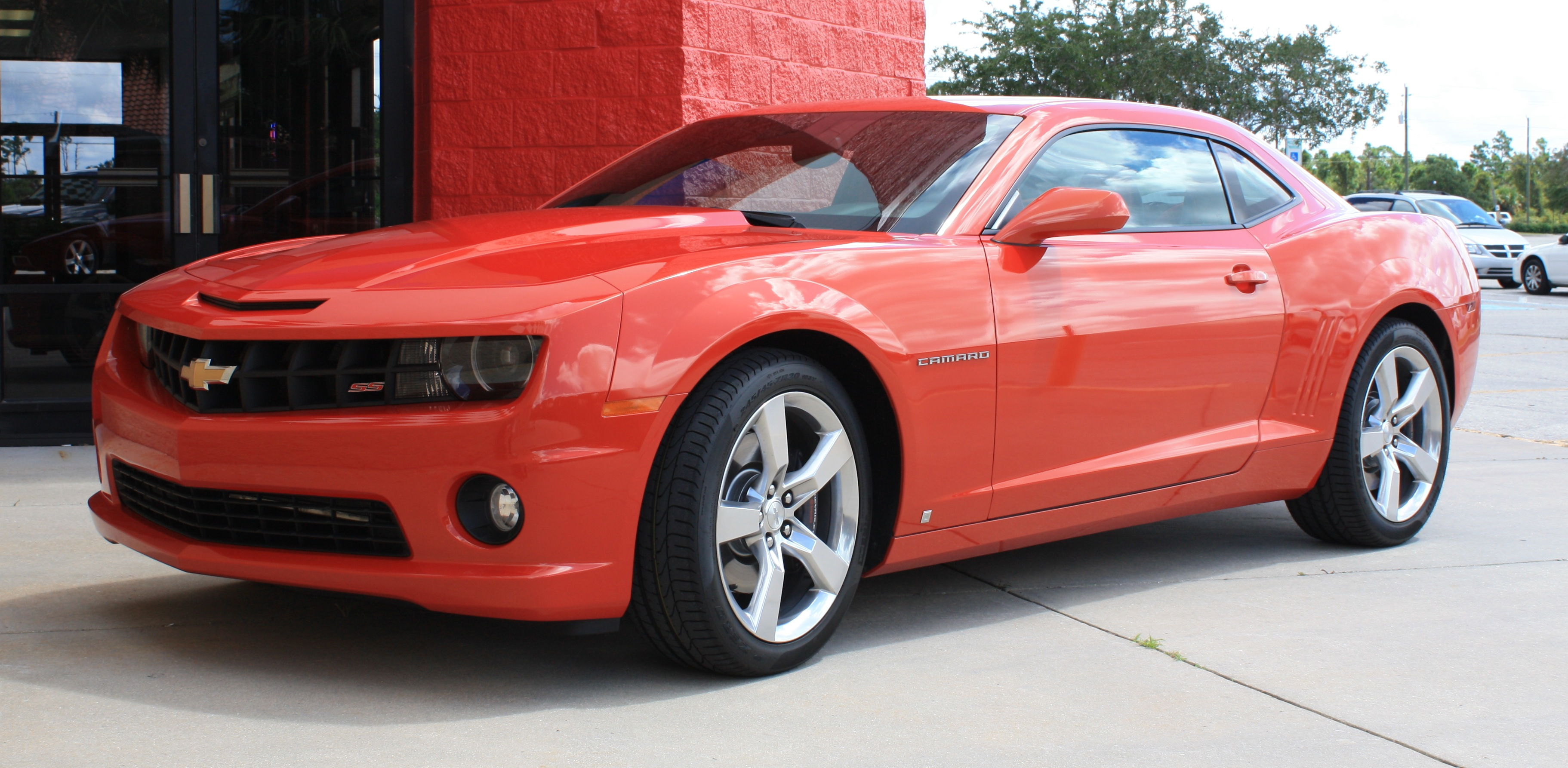
Chevrolet Camaro SS uit 2010.

De Chevrolet Camaro is een populaire Amerikaanse sportwagen die wordt geproduceerd door de Chevrolet Motor Division van General Motors. Hij werd geïntroduceerd als concurrent voor de Ford Mustang op 29 september 1966, oftewel productiejaar 1967. Bij Chevrolet beginnen productiejaren drie maanden voor het begin van het daadwerkelijke jaar.
De belangrijkste onderdelen van de auto waren gelijk aan die van de Pontiac Firebird, waarvan de productiejaren exact overeenkomen met die van de Camaro en die eveneens gestaakt werd in 2002:
- 1e generatie: 1967–1969
- 2e generatie: 1970–1981
- 3e generatie: 1982–1992
- 4e generatie: 1993–2002
- 5e generatie: 2006–2016
- 6e generatie: 2016–2023

Nadat het model enkele jaren verdwenen was, is in 2006 een nieuwe generatie van de Chevrolet Camaro verschenen. Deze had wel weer succes, en is in 2016 opgevolgd door de een nieuwe generatie. Een nieuwe generatie Firebirds is er niet gekomen; het merk Pontiac was inmiddels opgeheven.
De Camaro-modellen:
- V6 (LT & LS)
- V8 (SS)

## Galerij

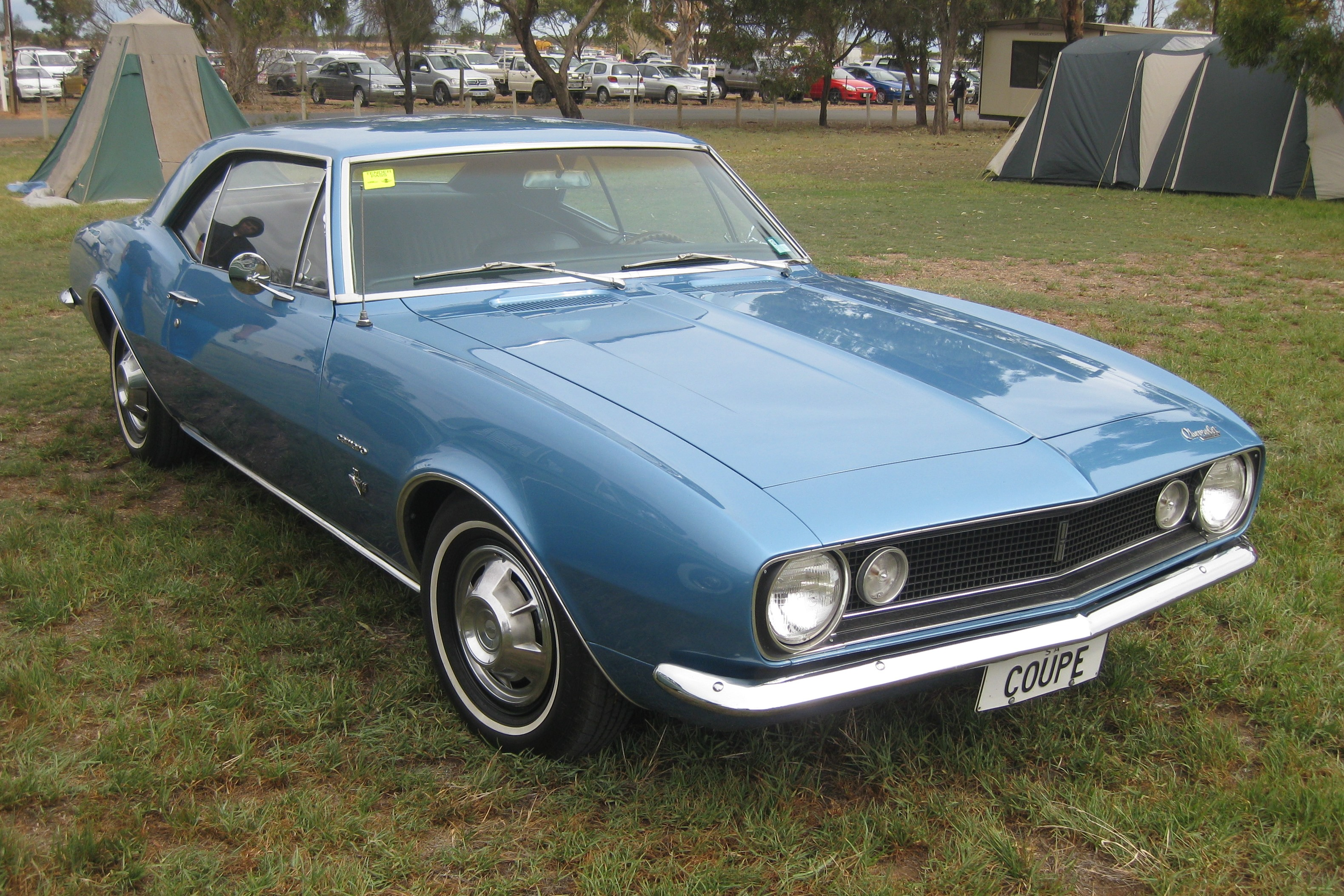
Eerste generatie
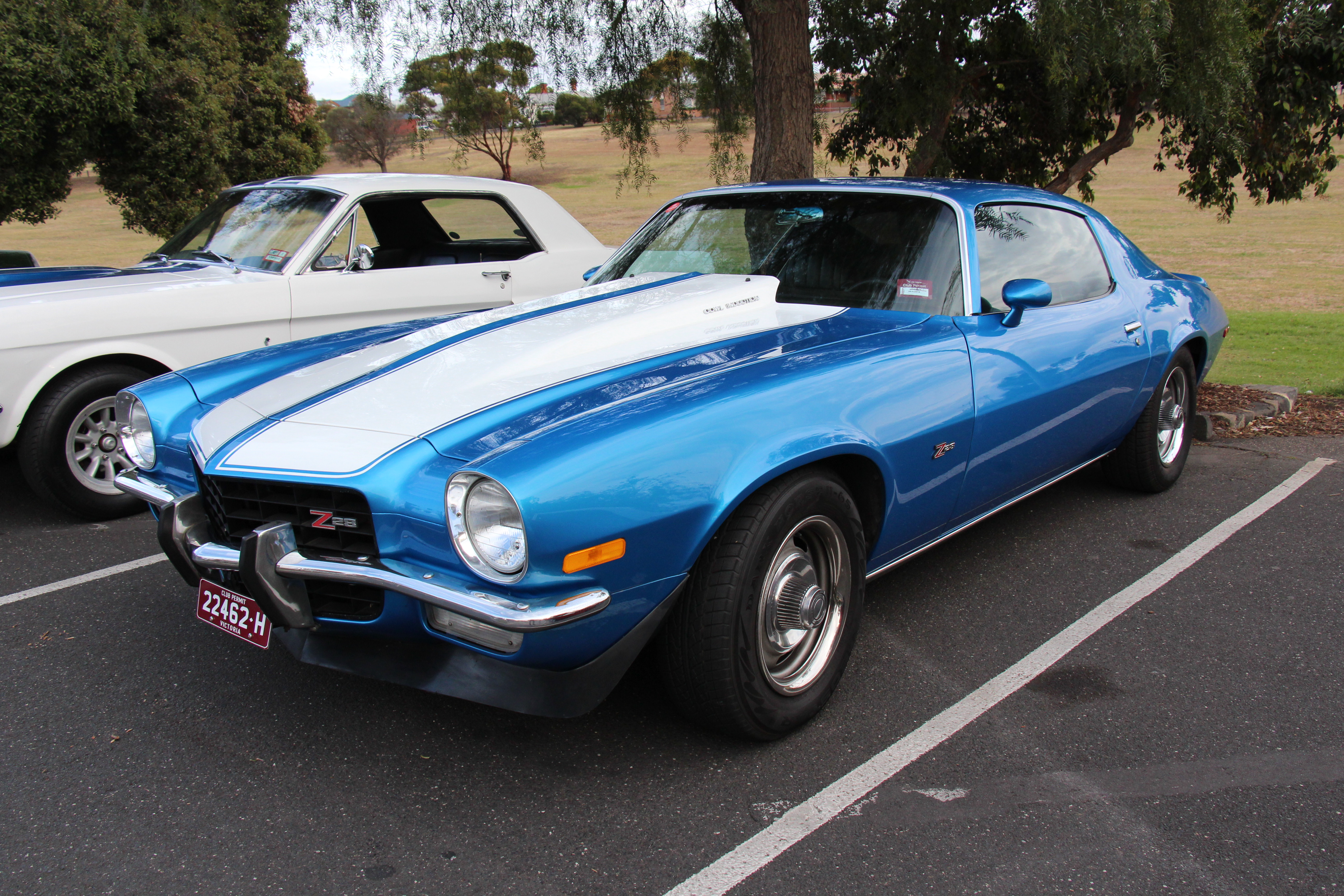
Tweede generatie
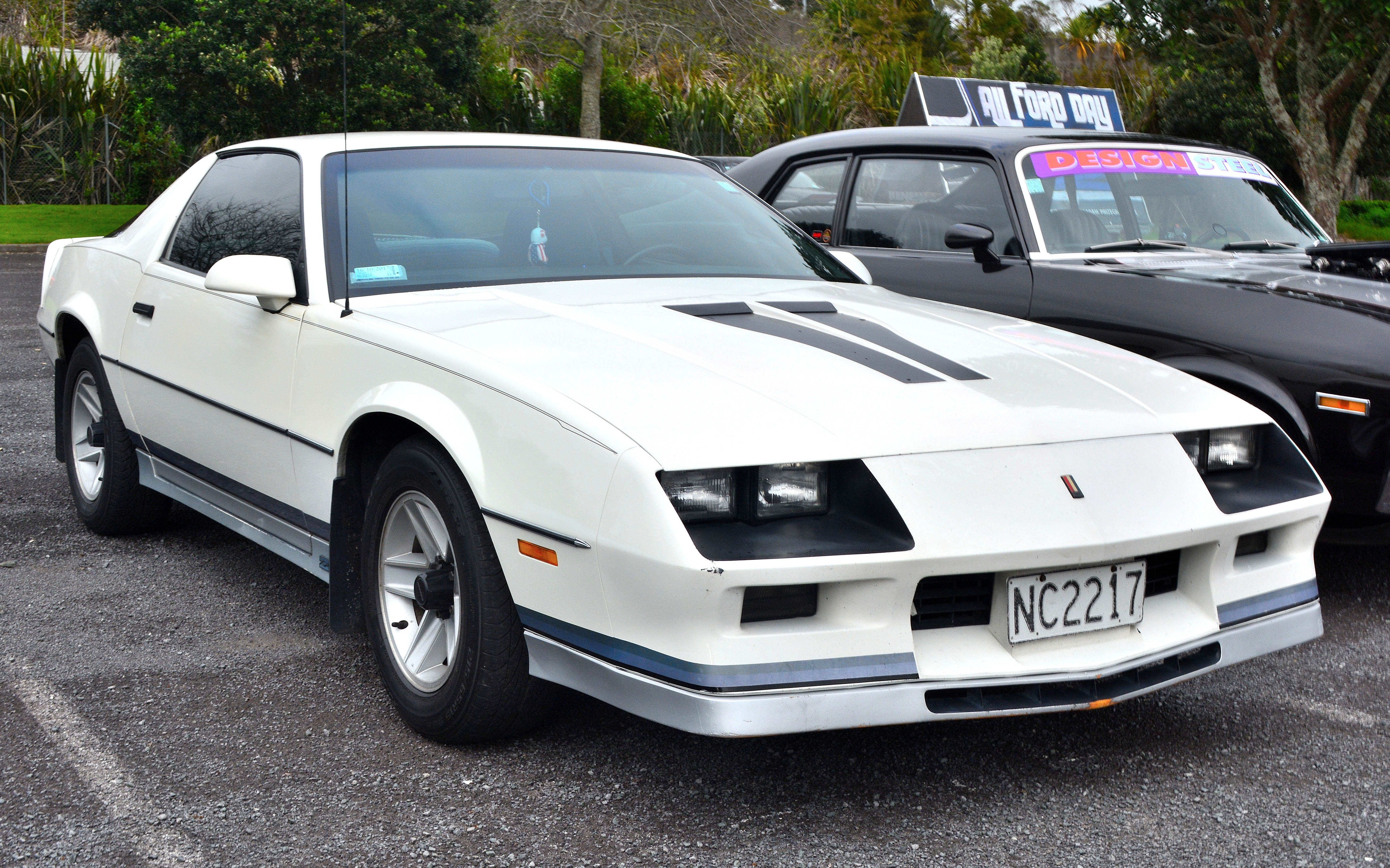
Derde generatie
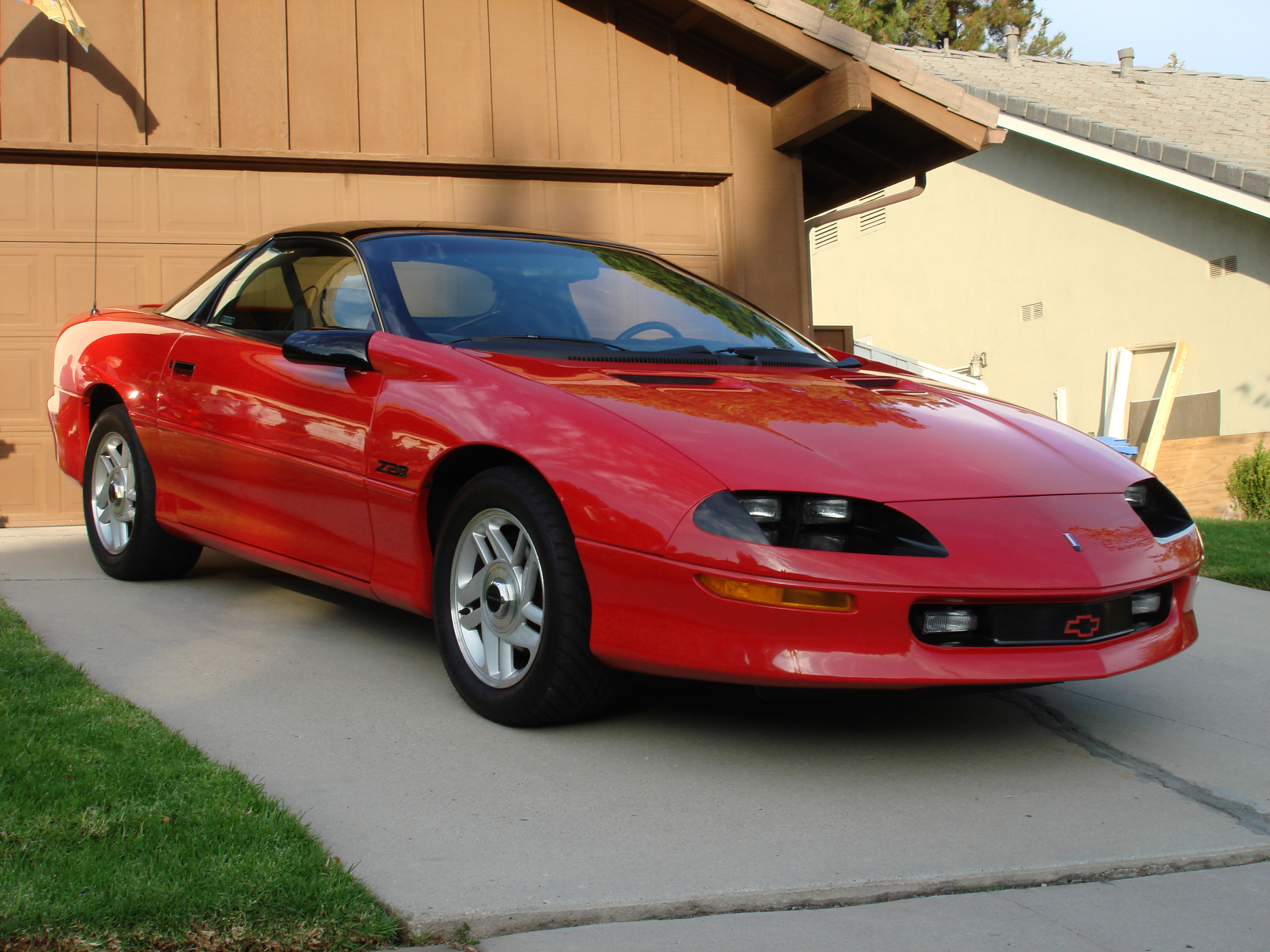
Vierde generatie
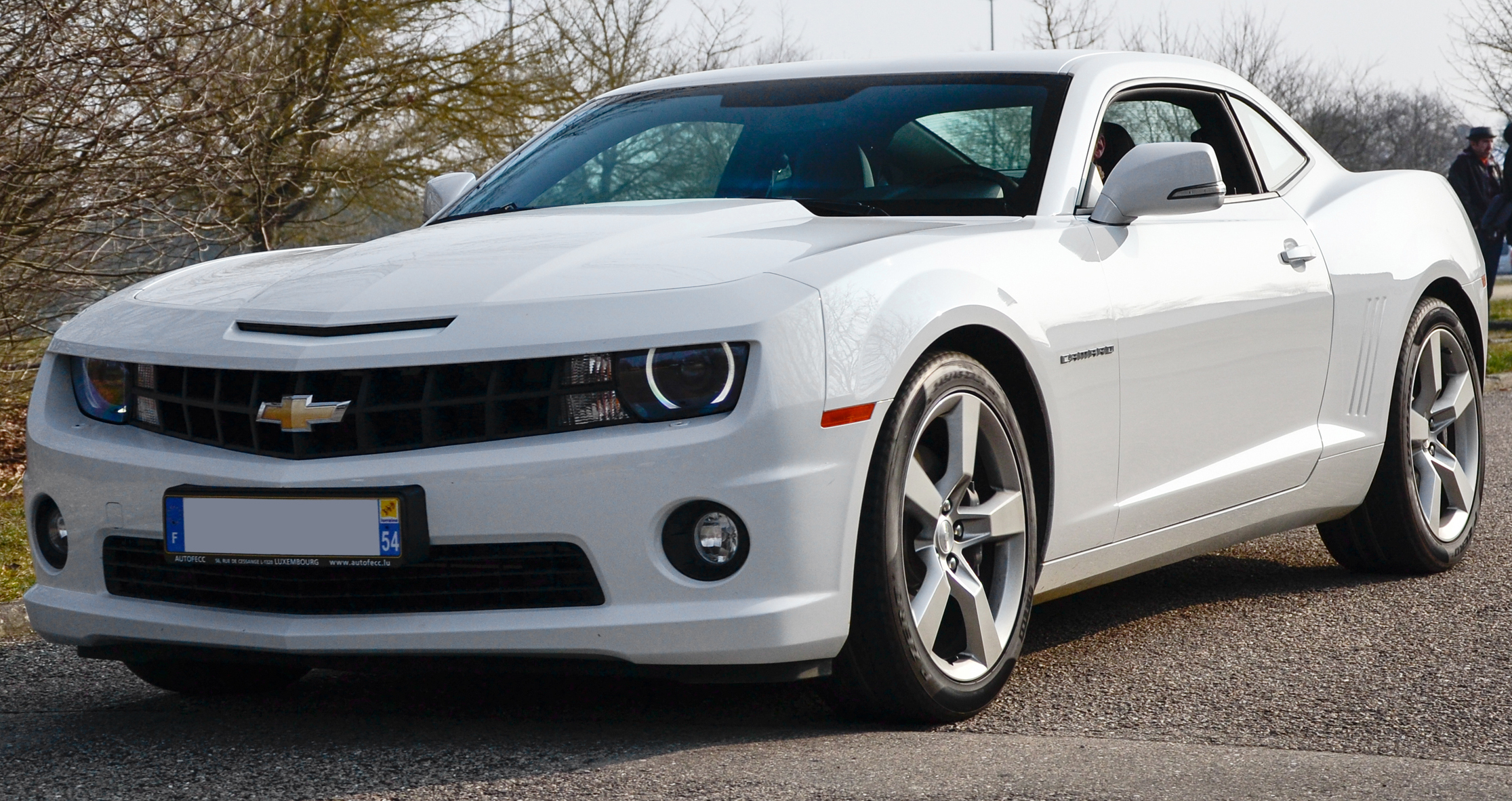
Vijfde generatie
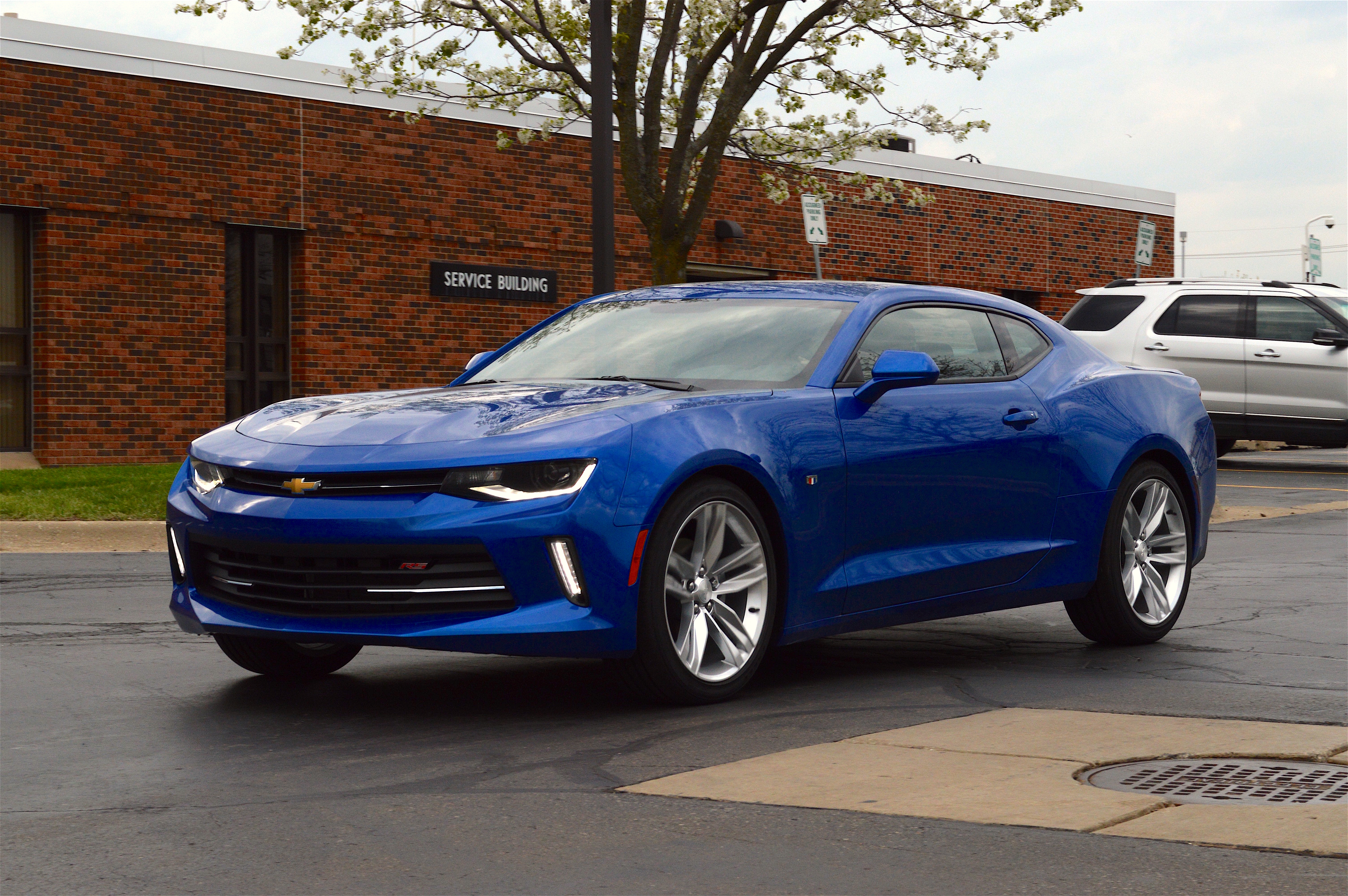
Zesde generatie